# Завек, Ян
Ян Завек (словен. Jan Zaveck, при рождении Деян Завец (словен. Dejan Zavec); род. 13 марта 1976, Птуй, Югославия) — словенский боксёр-профессионал. Экс-чемпион мира в полусреднем весе (IBF, 2009—2011).

## Профессиональная карьера
Дебютировал на профессиональном ринге 1 марта 2003 года, одержав победу техническим нокаутом в 1-м раунде.

### Чемпионский бой сАйзеком Хлатшвайо
11 декабря 2009 года встретился с чемпионом мира в полусреднем весе по версии IBF южноафриканцем Айзеком Хлатшвайо. Завек нокаутировал своего соперника уже в 3-м раунде и стал новым чемпионом мира.

### Защиты титула
9 апреля 2010 года победил аргентинца Родольфо Мартинеса техническим нокаутом в 12-м раунде.
4 сентября 2010 года победил по очкам поляка Рафала Яцкевича.
18 февраля 2011 года нокаутировал в 5-м раунде Пола Дельгадо из Кабо-Верде.

### Потеря титула в бою сАндре Берто
3 сентября 2011 года защищал свой чемпионский титул в бою с американцем Андре Берто. После 5-го раунда команда Завека отказалась от продолжения боя из-за сильных рассечений у своего спортсмена.
9 марта 2013 года встретился с не имеющим поражений американцем Китом Турманом в поединке за звание обязательного претендента на титул чемпиона мира в полусреднем весе по версии WBO. Бой продлился все 12 раундов. Судьи единогласно отдали победу Турману со счётом 120—108 (все).

### Чемпионский бой сЭрисланди Ларой
25 ноября 2015 года встретился с чемпионом мира в 1-м среднем весе по версии WBA кубинцем Эрисланди Ларой. Потерпел поражение техническим нокаутом в 3-м раунде.

## Титулы и достижения

### Мировые титулы
- Чемпион мира в полусреднем весе по версии IBF (2009—2011).

### Региональные и второстепенные титулы
- NBA Intercontinental в полусреднем весе (2004).
- German International в полусреднем весе (2004, 2007).
- WBO Inter-Continental в полусреднем весе (2005—2007, 2012—2013).
- IBF Inter-Continental в полусреднем весе (2006, 2008).
- EBU-EU (European Union) в полусреднем весе (2007).
- WBO European в 1-м среднем весе (2014).
- Чемпион мира в 1-м среднем весе по версии WBF (2015).

### Награды
- «Спортсмен года» в Словении (2010).

## Интересные факты
- Ян Завек — первый представитель Словении, ставший чемпионом мира по профессиональному боксу[17].